# مقامات حمیدی
مَقاماتِ حمیدی کتابی به زبان فارسی و نوشتهٔ حمیدی بلخی (قاضی حمیدالدینْ ابوبکر بن عمر بن محمود) در دوران سلجوقیان و خوارزمشاهیان است. این کتاب از یک مقدمه، ۲۴ مقامه و یک خاتمه تشکیل شده‌است. مقامات حمیدی از جمله نثرهای مصنوع قرن ششم هجری است که انواع صنایع ادبی به‌وفور در آن به کار رفته‌است.

## نثر کتاب
این کتاب در نثر مسجع نوشته شده است و در آن موازنه، سجع، تکلف و صنایع لفظی به‌کارگیر رفته است. در این کتاب تاثیرپذیری از نثر عربی برای صنایع لفظی دیده می‌شود. کتاب از جهت شیوه نگارش و پرداخت و هم از لحاظ محتوا و مضامین، مانند مقامه‌نویسی عربی و مقامات بدیع‌الزمان همدانی و مقامات الحریری است.
مقامات حمیدی بلافاصله پس از تألیف در سال ۵۵۱ ه‍.ق شهرتی به‌دست‌آورد؛ آن‌چنان‌که در کتاب چهارمقاله، نوشتهٔ نظامی عروضی، در شمار کتاب‌هایی که قرائت آن برای دبیران و مترسلان لازم است یاد شده‌است. ۷۰۸ بیت از این کتاب به زبان فارسی و ۲۱۲ بیت به زبان عربی است.

### مقامات کتاب
- مقدمة الکتاب: بسم الله الرحمن الرحیم
- المقامة الاولی: فی الملمعة
- المقامة الثانیة: فی الشیب و الشباب
- المقامة الثالثة: فی الغزو
- المقامة الرابعة: فی الربیع
- المقامة الخامسة: فی اللغز
- المقامة السادسة: فی الجنون
- المقامة السابعة: فی التفضیل
- المقامة الثامنة: فی السفر و المرافقة
- المقامة التاسعة: فی صفة الشتاء
- المقامة العاشرة: فی العزا
- المقامة الحادی عشر: فی السیاح و المعمی
- المقامة الثانیة عشر: فی التصوف
- المقامة الثالثة عشر: فی مناظرة السنی و الملحد
- المقامة الرابعة عشر: فی الوعظ
- المقامة الخامسة عشر: فی العشق
- المقامة السادسة عشر: فی حکومة الزوجین
- المقامة السابعة عشر: فی مناظرة الطبیب و المنجم
- المقامة الثامنة عشر: فی الفقه
- المقامة التاسعة عشر: فی اوصاف بلدة بلخ
- المقامة العشرون: فی السکباج
- المقامة الحادیة و العشرون: فی اوصاف بلدة سمرقند
- المقامة الثانیة و العشرون: فی المعزم
- المقامة الثالثة و العشرون: فی الخریف
- المقامة الرابعة و العشرون: فی اسامی الخلفاء
- خاتمة الکتاب

### نمونه‌ای از متن کتاب مقامات حمیدی
صورت عالم آرای آفتاب محجوب نیست اما دیده بینندگان معیوب است اگر غرایب آسمانی مضمر است عجایب زمینی مظهر و اگر حمل و ثور گردون دور و تاریک است گل و نور هامون پیدا و نزدیک است، اگر میزان و سنبلهٔ چرخ بعید و دورست ضیمران و سنبل چمن قریب النور است.
ربح الموحدون و خسر الملحدون آنکه این نبات اموات را نشر تواند کرد، عظام رفات را حشر تواند کرد، آنکه از گل سیاه گل سپید بردماند، احیای این اجرام و اجسام تواند؟
قل یحییها الذی انشاها اول مرة و هو بکل خلق علیم خاکسار و نگونسار بادا آنکه گوید: این اجزای متفرق را ترکیب نخواهد بود و این اعضای متمزق را ترتیبی نه.
ان الله یحی الارض بعد موتها و ینشی العظام بعد فوتها. هر آینه این مظلمه را استماعی خواهد بود و این تفرقه را اجتماعی، هر صاعی را صاعی و هر یک قفیز را قفیز و ما ذلک علی الله بعزیز، غلام آنم که چشم عبرت گیر و دل پندپذیر دارد و ساعتی گوش هوش به من آرد و از جان بشنود و بداند که این نقش ارژنگ که آفرید؟
و این بساط صدرنگ که گسترید؟ خاک خشک اغبر را با مشک و عنبر که آمیخت؟ و عقدهای اثمار را از گوش‌های اشجار که آویخت؟ عارض گل را که آب داد؟ و زلف بنفشه را که تاب‌؟

در بنفشه و سوسن تیرگی و روشنایی که نهاد؟ و دل بلبل را با عشق گل که آشنایی داد؟ صحن چمن که نعت دمن است از عدن عدن خوشتر است و خاک سیاه هفت اقلیم از هشت جنات نعیم دلکش‌تر.

## تصحیحات کتاب
نویسندهٔ مقامات حمیدی، جنبه‌های تاریخی، واقعی و اخلاقی را به نحو شگفت‌آوری به هم آمیخته‌است. این کتاب یک بار توسط سید علی‌اکبر ابرقویی، استاد دانشکدهٔ ادبیات دانشگاه اصفهان، در حدود سال‌های ۱۳۳۰، و بار دیگر توسط رضا انزابی‌نژاد در سال ۱۳۶۵ تصحیح شده‌است.